# ヒランダル修道院
ヒランダル修道院（ヒランダルしゅうどういん、セルビア語:Хиландар/Hilandar、ギリシャ語:Χιλανδαρίου）は ギリシャエーゲ海の聖なる山アトス山の半島 (Aγιoν Oρoς) にあるセルビアの修道院である。ヒランダルに言及した最古の文献は1015年のものである。1165年までに、修道院は放棄され取り壊された。1198年にこの修道院はビザンチン帝国支配下のセルビア王ステファン・ネマニャの管理下に置かれた。 修道院は14世紀に大幅に拡張された。 
修道院は1722年、1775年、2004年に全焼した。2004年3月の最後の火災では建物全体の55%が被害を受け、再建に5年の歳月と2350万ユーロの費用を必要とした。 

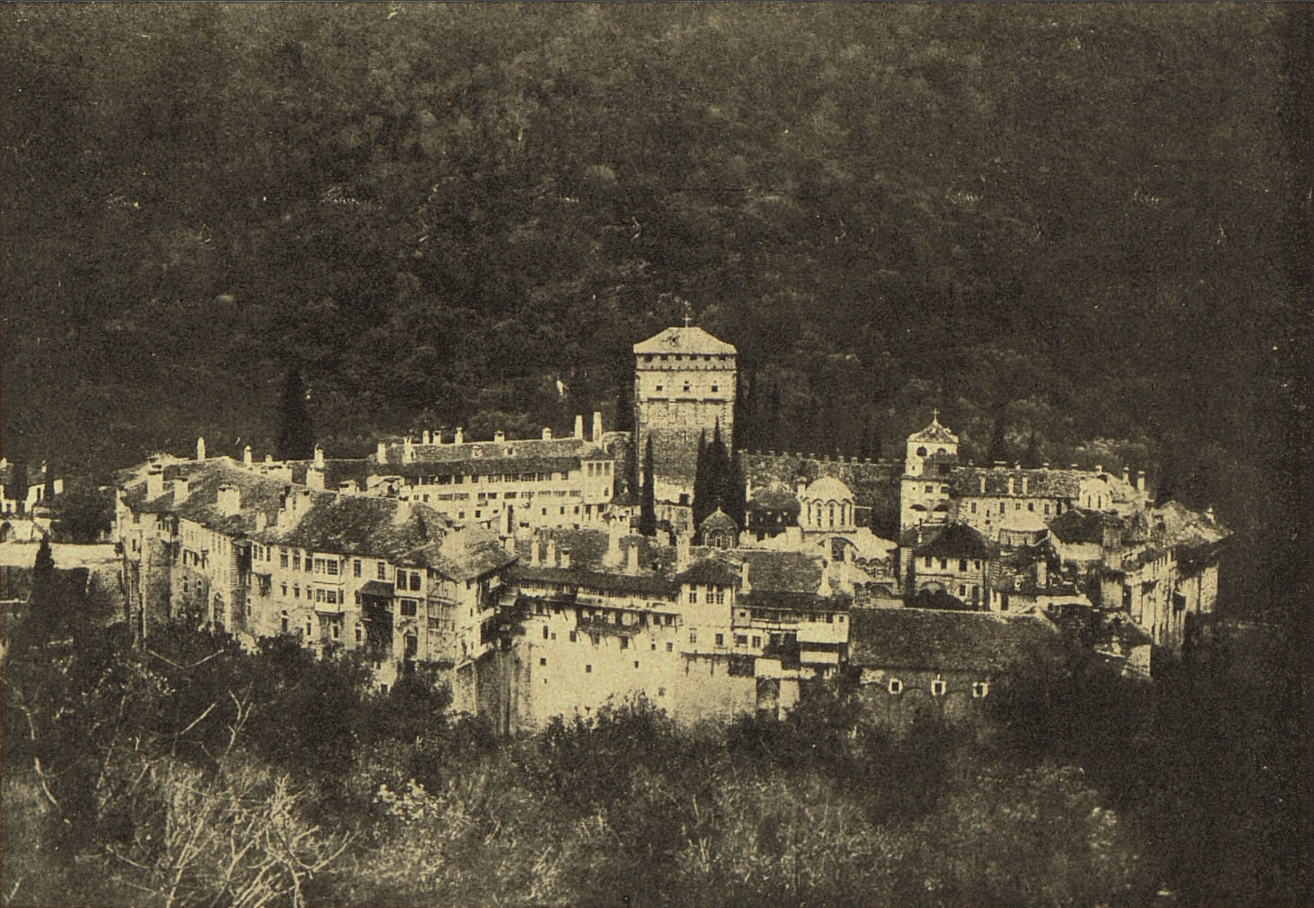
ヒランダル修道院（1917年）

ヒランダルに住んだチェコ僧 Sáva Chilandarec（本名:Slavibor Breüer、1837年 - 1912年）が1911年に英語でアトス山についての広範なモノグラフの本を書いた。

## 参照
1. ↑   (srbština) Obnova Hilandara. pp. 17. ISBN 978-86-7025-504-3
2. ↑   (srbština) Obnova Hilandara. pp. 23. ISBN 978-86-7025-504-3
3. ↑   (srbština) Obnova Hilandara. pp. 24. ISBN 978-86-7025-504-3